# Ossi’s Eleven
Ossi’s Eleven ist eine deutsche Filmkomödie von Regisseur Oliver Mielke aus dem Jahr 2008.

## Handlung
Gerade wurde Oswald Schneider, genannt Ossi, aus dem Gefängnis entlassen, als er mit Freund Karl Brenner bereits an einem neuen Coup bastelt. Eine erste Überlegung scheitert an Ossis fehlendem aktuellen Wissen; so existiert eine Einrichtung, die er ausrauben will, schon seit längerer Zeit nicht mehr. Ein zweiter Plan muss her und wird gefunden: Ossi will eine Eisengießerei überfallen, in der alte D-Mark-Münzen zu Pokalen umgeschmolzen werden. Laut Ossis Berechnungen könnten bei einem Raub rund 300.000 DM erbeutet werden, die anschließend umgetauscht werden könnten.
Neben Ossi und Karl kommen bald die in der DDR erfolgreichen Ruderer-Brüder Axel und Bruno zum Team. Sie wurden einst des langjährigen Dopings überführt und verdienen sich ihr Geld inzwischen als erfolglose Bratwurstverkäufer. Bruno hat gerade einen Selbstmordversuch hinter sich, bei dem er von Lea Bruhn gerettet wurde. Die arbeitet mit Conny Weidenhagen als Sicherheitsfrau und führt unter anderem Geldtransporte durch. In wenigen Wochen wird sie entlassen werden, teilt ihr ihr Chef mit.
Ossi sammelt zum Leidwesen von Karl immer mehr Personen um sich, die ihm nützlich erscheinen oder mit denen er einfach Mitleid hat. Konrad Hauff wird für das Ausspionieren des Geländes engagiert, war er doch früher aktiver Stasi-Spitzel. Tommy Beck und sein Opa Friedrich Preiss schmuggeln sich ins Team, weil Friedrich früher in dem Betrieb gearbeitet hat. Inzwischen war er Bibliothekar, wurde jedoch vor kurzer Zeit entlassen, da man ihn durch einen Scanapparat ersetzt hat. Tommy wiederum hat Liebeskummer, da er zwar die Tochter seines Chefs, Collien, liebt und mit ihr auf der Gästetoilette Sex hatte, sie jedoch nur aus Mitleid mit ihm geschlafen hat. Boris wiederum kommt zufällig zum Team, und keiner weiß so recht, wer er ist und wie er dazu kam. Damit die Gruppe das Geld unauffällig abtransportieren kann, wollen sie einen Geldtransporter stehlen. Im ausgewählten Transporter wiederum versuchen gerade Conny und Lea, an das transportierte Geld heranzukommen, schuldet ihnen ihr Chef doch einige Monatslöhne. Kurzerhand stoßen sie zum Team dazu. Nummer elf wird schließlich Ossis früherer Kollege Georg Richter, dem Ossi damals einen Lastwagen voller Fernseher geklaut hatte und dafür ins Gefängnis kam. Georg hat Sehnsucht nach seinem Bayern, denn ihn macht die ostdeutsche Plattenbaugegend krank. Ossi schenkt ihm ein Zugticket in den Süden; doch gesteht ihm Georg, dass in Bayern niemand auf ihn warte. Kurzerhand wird er zum Team geholt. Das Team wiederum ist nicht so harmonisch wie gedacht. Konrads Vergangenheit macht Axel wütend, sodass Ossi vermitteln muss. Ossi wiederum entdeckt eines Tages, dass seine Frau Nina eine Affäre mit Karl hat, sagt jedoch nichts.
Der Plan steht schließlich vage, und jeder perfektioniert die ihm zugedachte Rolle. Kleine Hilfsmittel werden gebaut, Abläufe besprochen, und eines Nachts schließlich beginnt der Einbruch. Es kommt zu zahlreichen Pannen; so hat Bruno statt einer Skimaske eine Skimütze mitgebracht und läuft nun mit gelber Bommel durch das Gebäude. Zwar können einige Dutzend Säckchen perfekt eingespielt durch die Fabrik in den wartenden Geldwagen gebracht werden, doch erkennen die Einbrecher bald, dass ihr gesamtes Tun gefilmt wird – die Eisengießerei hat seit wenigen Tagen eine Überwachungskamera installiert. Alle treten eilig den Rückzug an, nur um draußen zu bemerken, dass Karl mit dem Geld davongefahren ist. Er will sich mit Nina ein neues Leben aufbauen, parkt jedoch den Geldwagen so ungünstig ein, dass er beide Seitentüren nicht öffnen kann. Die Polizei verhaftet Karl. Auf seinem Handy finden sich die Fotos seiner Geliebten, darunter auch die Frau des ihn befragenden Polizisten. Dieser zeigt ihm süffisant eines der gestohlenen Geldsäckchen: Die Münzen in der Fabrik gingen alle vor der Anlieferung durch einen Decoiner, wurden also durch Einlochen entwertet. Zwar ist der Diebstahl von Altmetall kein großes Vergehen, doch landet Karl am Ende wegen Diebstahls eines Geldtransporters im Gefängnis.
Für die Beteiligten hatte der erfolglose Bruch dennoch sein Gutes: Axel und Bruno sprechen sich aus; so hatte Bruno einst ohne Axels Wissen dem Doping zugestimmt. Das schlechte Gewissen plagte ihn so sehr, dass er Selbstmord begehen wollte; doch weiß Axel es durch Einblick in seine Stasi-Akte schon seit langem. Bruno und seine Retterin Lea werden ein Paar. Tommy holt seinem Opa den Arbeitsplatz zurück, indem er über Wochen die Barcodes der Bücher entfernt und sie vom Scanner unbemerkt stiehlt. Der so entstandene Schaden übersteigt die Kosten für einen Bibliothekar um ein Vielfaches. Ossi und Georg freunden sich schließlich an. Georg erzählt Ossi, dass in Bayern aus den inzwischen wertlosen D-Mark-Scheinen Ziegel gemacht werden, und Ossi fragt zum Schluss, ob Georg noch den Fahrschein nach Bayern habe.

## Produktion
Ossi’s Eleven wurde vom 27. März bis 9. Mai 2007 in Erfurt sowie Wolfen und Umgebung gedreht. Das Eisenstahlwerk fand sich im Stahlwerk Silbitz Guss, zwischen Silbitz und Caaschwitz. Der Film kam am 28. Februar 2008 in die deutschen Kinos. Bis März 2008 hatten 44.507 Besucher den Film gesehen. Im Oktober 2008 erschien Ossi’s Eleven auf DVD und lief am 11. Mai 2011 erstmals auf SAT 1 im Fernsehen.
Das Drehbuch orientiert sich an dem Namenspartner Ocean’s Eleven, da auch hier jeder der Komplizen durch eine besondere Fähigkeit nützlich für die Ausführung des Plans wird. Gezeigt wird statt der glamourösen Welt von Las Vegas jedoch die Tristesse einer ostdeutschen Plattenbausiedlung; der Verlauf der Handlung erinnert schließlich eher an Filme wie die Olsenbandenreihe oder die italienische Komödie Diebe haben’s schwer.
Nach einer kleinen Rolle in Warum Männer nicht zuhören und Frauen schlecht einparken war Ossi’s Eleven Sänger Sashas zweite Rolle in einem Kinofilm. Zum Soundtrack steuerte er unter dem Pseudonym Nelson Rogers die zwei Songs Bad Luck und Count U Out bei. Bruce-Willis-Sprecher Manfred Lehmann ist als Chef von Conny und Lea zu hören, tritt jedoch nicht als Person in Erscheinung.

## Kritiken
Der film-dienst nannte Ossi’s Eleven den „Versuch einer Persiflage auf den Hollywood-Film Ocean’s Eleven, der unentschlossen zwischen Slapstick-Komödie, der Bestandsaufnahme gesamtdeutscher Probleme und Dramolett schwankt. Die überflüssige Neuauflage eines Stoffes, den man bereits mehrfach weit besser und schwungvoller gesehen hat“.
„Mielke erzählt seine Geschichte auch als komisch-melancholische Parabel über das Scheitern im Osten, ohne jedoch nur eine seiner Figuren zu diskreditieren. Dass diese sympathischen Loser am Ende nicht auf der Sonnenseite des Lebens stehen, versteht sich von selbst. Wie sie allerdings ihren ‚Ausflug in der Gruppe‘ (Ossi) durchziehen, das ist höchst amüsant“, so Volker Albers im Hamburger Abendblatt.
Die Deutsche Film- und Medienbewertung (FBW) lobte Regisseur Oliver Mielke: „Mit brillantem Humor lässt er seine Filmfiguren liebevoll durch den Film stolpern. Das kitzelt an den Lach-Rezeptoren des Publikums und verursacht den gewünschten Erfolg – ohne böswillige Schadenfreude.“

## Auszeichnungen
Die Deutsche Film- und Medienbewertung (FBW) verlieh Ossi’s Eleven 2008 das Prädikat „Wertvoll“.